# خاي دينه ثونغ باو
كانت عملة خاي دينه ثونغ باو ( بالهندية : 啓定通寳؛  بالفرنسية : Sapèque Khaï-Dinh ) عملة سابيك فرنسية هندية صينية. أُنتِجَت من عام 1921 حتى عام 1933، وكان تصميم العملة مستديرًا بفتحة مربعة استُخدمت لربطهما معًا. أصبح خاي دينه ‏ إمبراطورًا لأنام ‏ في عام 1916، وخُفِّضَ تمويل إنتاج العملات النقدية الجديدة من قبل دار سك العملة في هانوي مما أدى إلى عدم تلبية طلب السوق الفيتنامي على الفئات ذات القيمة المنخفضة، وعلاوة على ذلك، بعد أن خفضت هانوي تمويل دار سك العملة ثانه هوا ، والتي كانت حتى ذلك الوقت تنتج ما يكفي من العملات النقدية المصبوبة ذات الفئة المنخفضة لتلبية متطلبات السوق، مما تسبب في توقف معظم إنتاج العملات النقدية في دار السك في عام 1920، ولكن ليس كلها.  واستجابة لذلك، شُكِّلَت لجنة جديدة في هانوي والتي أمرت بإنشاء عملات نقدية خاي دينه ثونغ باو المضروبة آليًا ، وهي أول عملات ثونغ باو (通寳) مضروبة آليًا بأربعة أحرف في فيتنام باسم الإمبراطور الحاكم حيث حاولت الحكومة الفرنسية سابقًا تقديم عملة كوتشينشينية 2 سابيك والتي استمرت تحت الهند الصينية الفرنسية التي بلغ وزنها 2.05 جرامًا وكانت قيمتها الاسمية 1⁄500 قرش، وفي وقت لاحق، حاولت الحكومة الاستعمارية للمحمية الفرنسية تونكين ‏ دون جدوى إدخال عملة سابيك مطحونة من الزنك أنتجتها دار سك العملة في باريس بقيمة اسمية قدرها قرش من عام 1905 حتى عام 1906. وعلى عكس المحاولات السابقة لإنتاج عملات نقدية آلية من قبل السلطات الفرنسية الاستعمارية، أثبتت عملة خاي دينه ثونغ باو نجاحًا أكبر بكثير حيث بلغ إنتاج السلسلة الأولى 27,629,000 عملة بينما تجاوزت السلسلة الثانية هذا الرقم بشكل كبير مع إنتاج حوالي 200,000,000 عملة في هوي وهايفونغ وهانوي.   استمر إنتاج خاي دينه ثونغ باو بعد فترة طويلة من وفاة الإمبراطور Khải Định في عهد خليفته باو داي حتى تُخُلِّصَ منه تدريجيًا بواسطة باو داي ثونغ باو (保大通寳) في 1933.  
في محمية أنام الفرنسية، كانت العملات النقدية لا تزال تُستخدم في جميع المعاملات تقريبًا حتى عام 1921، ومن أجل مكافحة الانكماش، قُدِّمَت عملة خاي دينه ثونغ باو وإنتاجها بكميات كبيرة.  أُنتِجَت العملات الجديدة المضروبة آليًا في محمية تونكين الفرنسية لوضعها في خزانة حكومة سلالة نجوين ‏ حتى تأتي اللحظة المناسبة لتقديمها للتداول العام لمكافحة الآثار السلبية للاكتناز ، مما أدى إلى الاختفاء التدريجي للعملات النقدية القديمة من التداول مما تسبب في ندرة العملات المعدنية النحاسية ذات الفئة المنخفضة.  قُدِّمَت العملات النقدية الجديدة خاي دين ثونغ باو على أمل تقليل تكلفة المعيشة الناجمة عن الانكماش. 
أعلنت الحكومة الفرنسية في أنام في نشرتها الرسمية أنها ستقوم باستبدال عملة نقدية واحدة من الزنك مقابل 6 عملات نقدية من الزنك من أجل تعزيز تداولها.  وفقًا لأمر صادر بعنوان تحديد سعر صرف العملات النقدية الجديدة التي تحمل عهد خاي دينه (Fixant la valeur d'échange de la nouvelle sapèque portant la chiffre de Règne Khai-Dinh) الموقع في 01-09-حاي دينه 5 (12 أكتوبر 1920) من قبل خمسة من الوزراء الستة لسلالة نغوين، وإمبراطور خاي دينه، والحاكم العام للهند الصينية الفرنسية موريس لونغ ‏ ، حُذِّرَ شعب داي نام من أن العملات النقدية هي لحياتهم اليومية وتعمل كمقال من ضرورياتهم الأولى وأن "لا يوجد مرض أسوأ من ندرة العملات النقدية"، مع التأكيد على أن تكاليف إنتاج العملة أعلى من قيمتها الاسمية والسوقية إن قيمة هذه المعادن عالية وأن استمرار إنتاجها يشكل عبئًا ثقيلًا على حكومتي الهند الصينية الفرنسية وسلالة نغوين، ولكن الحكومة تفضل تحمل هذا العبء بدلاً من ترك الناس يعانون من العواقب السلبية المترتبة على ندرتها. 
نظرًا لأن عملات خاي دينه ثونغ باو النقدية التي ضُرِبَت آليًا كانت أثقل من عملات 2 sapèques التي طُحِنَت في وقت سابق والتي أنتجتها دار سك العملة في باريس، فمن المحتمل أن قيمتها كانت قرش.  أُنتِجَ عدد من العملات النقدية الآلية بواسطة Poinsard & Veyret Comptoirs D'Extrême-Orient في هاي فونج ، تونكين الفرنسية .  بينما سُكَّت العملات المعدنية المصنوعة في هانوي بواسطة Banque de l'Indochine . 
في تونكين، رُحِّبَ بهذه العملات المعدنية وتداولها مع عملات معدنية صغيرة من فئة القروش الفرنسية الهند الصينية، بينما في أنام كان الناس أكثر ترددًا في تبني العملات المعدنية الجديدة التي ضُرِبَت آليًا. 

## عملات معدنية أخرى
اُستُخدِمَ النقش "خاي دينه ثونغ باو" أيضًا للعملات المعدنية غير النقدية المنتجة في عهد الإمبراطور خاي دينه لعملات تيان (錢) و لانغ (兩) المصنوعة من الفضة والذهب على التوالي.  على الرغم من أن النقش خاي جينه نيان تاو (啓定年造) كان يستخدم بشكل أكثر شيوعًا لسبائك الفضة ( سيسي ).